# Challenger de Quito 2013
El torneo Quito Challenger 2013 fue un torneo de tenis profesional que se jugó en pistas de tierra batida. Se trató de la 19.ª edición del torneo que forma parte del ATP Challenger Tour 2013. Tuvo lugar en Quito, Ecuador entre el 16 de septiembre y el 22 de septiembre de 2013.

## Jugadores participantes del cuadro de individuales

### Cabezas de serie
| Favorito | País                               | Jugador           | Ranking1 | Posición en el torneo |
| -------- | ---------------------------------- | ----------------- | -------- | --------------------- |
| 1        | Bandera de Brasil                  | João Souza        | 118      | Primera ronda         |
| 2        | Bandera de Argentina               | Renzo Olivo       | 201      | Cuartos de final      |
| 3        | Bandera de Argentina               | Facundo Argüello  | 232      | Primera ronda         |
| 4        | Bandera de Argentina               | Marco Trungelliti | 258      | FINAL                 |
| 5        | Bandera de Colombia                | Carlos Salamanca  | 267      | Cuartos de final      |
| 6        | Bandera de la República Dominicana | Víctor Estrella   | 271      | CAMPEÓN               |
| 7        | Bandera de Estados Unidos          | Chase Buchanan    | 320      | Semifinales           |
| 8        | Bandera de Ecuador                 | Emilio Gómez      | 340      | Cuartos de final      |

- 1 Se ha tomado en cuenta el ranking del día 9 de septiembre de 2013.

### Otros participantes
Los siguientes jugadores recibieron una invitación (wild card), por lo tanto ingresan directamente al cuadro principal (WC):
- Sam Barnett
- Gonzalo Escobar
- Emilio Gómez
- Giovanni Lapentti

Los siguientes jugadores ingresan al cuadro principal tras disputar el cuadro clasificatorio (Q):
- Duilio Beretta
- Iván Endara
- Felipe Mantilla
- Juan-Carlos Spir

## Campeones

### Individual Masculino
- Víctor Estrella derrotó en la final a  Marco Trungelliti 2–6, 6–4, 6–4

### Dobles Masculino
- Kevin King /  Juan-Carlos Spir derrotaron en la final a  Christopher Díaz-Figueroa /  Carlos Salamanca 7–5, 6–79, [11–9]